# اگیا انا، سیپراس
اگیا انا، سیپراس (به لاتین: Agia Anna, Cyprus) یک منطقهٔ مسکونی در قبرس است که در ناحیه لارناکا واقع شده‌است.

## خصوصیات
اگیا انا ۲۵۱ نفر جمعیت دارد.